# Methylová violeť
Methylová violeť je označení pro skupinu fialových barviv, užívaných v chemii jako pH indikátor, v biologii na Gramovo barvení vzorků a v průmyslu k barvení textilu a jiných výrobků. Jednotlivé látky se liší počtem methylových skupin.

## Druhy
Podle počtu methylů se rozlišují jednotlivé methylové violeti.
- 4 methyly: methylová violeť 2B, užívá se v chemii a v medicíně, pH indikátor v rozmezí od 0 do 1,6.
- 5 methylů: methylová violeť 6B, v roztoku je tmavší
- 6 methylů: methylová violeť 10B, tzv. krystalová violeť, genciánová violeť (podle hořce, Gentiana), anilinová violeť, užívá se v biologii na Gramovo barvení a k dezinfekci